# Santiago, Xiutetelco
Santiago är en ort i Mexiko.   Den ligger i kommunen Xiutetelco och delstaten Puebla, i den sydöstra delen av landet, 190 km öster om huvudstaden Mexico City. Santiago ligger 1 869 meter över havet och antalet invånare är 1 460.
Terrängen runt Santiago är huvudsakligen kuperad, men åt nordost är den bergig. Runt Santiago är det ganska tätbefolkat, med 149 invånare per kvadratkilometer. Närmaste större samhälle är Teziutlan, 3,8 km väster om Santiago. I omgivningarna runt Santiago växer huvudsakligen savannskog.